# Chennai Open 1999 - Qualificazioni singolare
Le qualificazioni del singolare  del Chennai Open 1999 sono state un torneo di tennis preliminare per accedere alla fase finale della manifestazione. I vincitori dell'ultimo turno sono entrati di diritto nel tabellone principale. In caso di ritiro di uno o più giocatori aventi diritto a questi sono subentrati i lucky loser, ossia i giocatori che hanno perso nell'ultimo turno ma che avevano una classifica più alta rispetto agli altri partecipanti che avevano comunque perso nel turno finale.
Le qualificazioni del torneo Chennai Open 1999 prevedevano 32 partecipanti di cui 4 sono entrati nel tabellone principale.

## Teste di serie
1. Gastón Etlis (Qualificato)
2. Neville Godwin (ultimo turno)
3. Rogier Wassen (ultimo turno)
4. Lior Mor (ultimo turno)

1. Andres Zingman (Qualificato)
2. Grégory Carraz (Qualificato)
3. Noam Behr (ultimo turno)
4. Ota Fukárek (Qualificato)

## Qualificati
1. Gastón Etlis
2. Ota Fukárek

1. Andres Zingman
2. Grégory Carraz

## Tabellone

### Legenda
| - Q = Qualificato - WC = Wild card - LL = Lucky loser | - ALT = Alternate - SE = Special Exempt - PR = Protected Ranking | - w/o = Walkover - r = Ritirato - d = Squalificato |

### Sezione 1
|  | Primo turno       | Primo turno       | Primo turno       | Primo turno | Primo turno |  |  | Secondo turno | Secondo turno     | Secondo turno  | Secondo turno | Secondo turno |           |    | Ultimo turno | Ultimo turno | Ultimo turno | Ultimo turno | Ultimo turno |  |
|  |                   |                   |                   |             |             |  |  |               |                   |                |               |               |           |    |              |              |              |              |              |  |
|  | 1                 | Gastón Etlis      | Gastón Etlis      | 6           | 6           |  |  |               |                   |                |               |               |           |    |              |              |              |              |              |  |
|  |                   | Omar Camporese    | Omar Camporese    | 4           | 1           |  |  | 1             | Gastón Etlis      | 7              | 2             | 6             |           |    |              |              |              |              |              |  |
|  | Wesley Whitehouse | Wesley Whitehouse | Wesley Whitehouse | 7           | 7           |  |  |               | Wesley Whitehouse | 6              | 6             | 4             |           |    |              |              |              |              |              |  |
|  | Vishal Uppal      | Vishal Uppal      | Vishal Uppal      | 6           | 5           |  |  |               |                   |                |               |               |           |    | 1            | Gastón Etlis | Gastón Etlis | Gastón Etlis | 7            |  |
|  | Marcus Hilpert    | Marcus Hilpert    | Marcus Hilpert    | 7           | 6           |  |  |               |                   | 7              | Noam Behr     | Noam Behr     | Noam Behr | 6r |              |              |              |              |              |  |
|  | Mustafa Ghouse    | Mustafa Ghouse    | Mustafa Ghouse    | 6           | 4           |  |  |               | Marcus Hilpert    | Marcus Hilpert | 2             | 5             |           |    |              |              |              |              |              |  |
|  | 7                 | Noam Behr         | Noam Behr         | 6           | 6           |  |  | 7             | Noam Behr         | Noam Behr      | 6             | 7             |           |    |              |              |              |              |              |  |
|  |                   | Nitten Kirrtane   | Nitten Kirrtane   | 3           | 4           |  |  |               |                   |                |               |               |           |    |              |              |              |              |              |  |

### Sezione 2
|  | Primo turno     | Primo turno           | Primo turno           | Primo turno | Primo turno |  |  | Secondo turno | Secondo turno   | Secondo turno   | Secondo turno | Secondo turno |   |   | Ultimo turno | Ultimo turno   | Ultimo turno   | Ultimo turno | Ultimo turno |  |
|  |                 |                       |                       |             |             |  |  |               |                 |                 |               |               |   |   |              |                |                |              |              |  |
|  | 2               | Neville Godwin        | Neville Godwin        | 6           | 6           |  |  |               |                 |                 |               |               |   |   |              |                |                |              |              |  |
|  |                 | Juan Ignacio Carrasco | Juan Ignacio Carrasco | 3           | 2           |  |  | 2             | Neville Godwin  | Neville Godwin  | 6             | 6             |   |   |              |                |                |              |              |  |
|  | Damien Roberts  | Damien Roberts        | Damien Roberts        | 6           | 6           |  |  |               | Damien Roberts  | Damien Roberts  | 3             | 4             |   |   |              |                |                |              |              |  |
|  | Arun Avinash    | Arun Avinash          | Arun Avinash          | 0           | 3           |  |  |               |                 |                 |               |               |   |   | 2            | Neville Godwin | Neville Godwin | 6            | 2r           |  |
|  | T. J. Middleton | T. J. Middleton       | T. J. Middleton       | 6           | 6           |  |  |               |                 | 8               | Ota Fukárek   | Ota Fukárek   | 4 | 3 |              |                |                |              |              |  |
|  | Vijayendra Laad | Vijayendra Laad       | Vijayendra Laad       | 3           | 1           |  |  |               | T. J. Middleton | T. J. Middleton | 2             | 3             |   |   |              |                |                |              |              |  |
|  | 8               | Ota Fukárek           | Ota Fukárek           | 6           | 6           |  |  | 8             | Ota Fukárek     | Ota Fukárek     | 6             | 6             |   |   |              |                |                |              |              |  |
|  |                 | Saurav Panja          | Saurav Panja          | 2           | 0           |  |  |               |                 |                 |               |               |   |   |              |                |                |              |              |  |

### Sezione 3
|  | Primo turno             | Primo turno             | Primo turno             | Primo turno | Primo turno |  |  | Secondo turno | Secondo turno  | Secondo turno | Secondo turno  | Secondo turno  |   |   | Ultimo turno | Ultimo turno  | Ultimo turno  | Ultimo turno | Ultimo turno |  |
|  |                         |                         |                         |             |             |  |  |               |                |               |                |                |   |   |              |               |               |              |              |  |
|  | 3                       | Rogier Wassen           | Rogier Wassen           | 6           | 6           |  |  |               |                |               |                |                |   |   |              |               |               |              |              |  |
|  |                         | Myles Wakefield         | Myles Wakefield         | 0           | 2           |  |  | 3             | Rogier Wassen  | Rogier Wassen | 7              | 6              |   |   |              |               |               |              |              |  |
|  | Vinod Sridhar           | Vinod Sridhar           | Vinod Sridhar           | 6           | 6           |  |  |               | Vinod Sridhar  | Vinod Sridhar | 5              | 2              |   |   |              |               |               |              |              |  |
|  | Paveen-Kumar Srinavasan | Paveen-Kumar Srinavasan | Paveen-Kumar Srinavasan | 1           | 2           |  |  |               |                |               |                |                |   |   | 3            | Rogier Wassen | Rogier Wassen | 5            | 4            |  |
|  | Barry Cowan             | Barry Cowan             | Barry Cowan             | 6           | 6           |  |  |               |                | 5             | Andres Zingman | Andres Zingman | 7 | 6 |              |               |               |              |              |  |
|  | Filippo Veglio          | Filippo Veglio          | Filippo Veglio          | 1           | 4           |  |  |               | Barry Cowan    | 3             | 6              | 5              |   |   |              |               |               |              |              |  |
|  | 5                       | Andres Zingman          | Andres Zingman          | 6           | 6           |  |  | 5             | Andres Zingman | 6             | 3              | 7              |   |   |              |               |               |              |              |  |
|  |                         | Rishi Sridhar           | Rishi Sridhar           | 2           | 4           |  |  |               |                |               |                |                |   |   |              |               |               |              |              |  |

### Sezione 4
|  | Primo turno        | Primo turno        | Primo turno        | Primo turno | Primo turno |  |  | Secondo turno | Secondo turno      | Secondo turno      | Secondo turno  | Secondo turno |   |   | Ultimo turno | Ultimo turno | Ultimo turno | Ultimo turno | Ultimo turno |  |
|  |                    |                    |                    |             |             |  |  |               |                    |                    |                |               |   |   |              |              |              |              |              |  |
|  | 4                  | Lior Mor           | Lior Mor           | 7           | 6           |  |  |               |                    |                    |                |               |   |   |              |              |              |              |              |  |
|  |                    | Petr Pála          | Petr Pála          | 6           | 2           |  |  | 4             | Lior Mor           | Lior Mor           | 6              | 7             |   |   |              |              |              |              |              |  |
|  | Andy Fahlke        | Andy Fahlke        | Andy Fahlke        | 6           | 6           |  |  |               | Andy Fahlke        | Andy Fahlke        | 4              | 5             |   |   |              |              |              |              |              |  |
|  | Sander Groen       | Sander Groen       | Sander Groen       | 3           | 4           |  |  |               |                    |                    |                |               |   |   | 4            | Lior Mor     | 6            | 1            | 3            |  |
|  | Jairo Velasco, Jr. | Jairo Velasco, Jr. | Jairo Velasco, Jr. | 6           | 6           |  |  |               |                    | 6                  | Grégory Carraz | 3             | 6 | 6 |              |              |              |              |              |  |
|  | Vijay Kannan       | Vijay Kannan       | Vijay Kannan       | 2           | 4           |  |  |               | Jairo Velasco, Jr. | Jairo Velasco, Jr. | 4              | 3             |   |   |              |              |              |              |              |  |
|  | 6                  | Grégory Carraz     | Grégory Carraz     | 6           | 6           |  |  | 6             | Grégory Carraz     | Grégory Carraz     | 6              | 6             |   |   |              |              |              |              |              |  |
|  |                    | Sandeep Kirtane    | Sandeep Kirtane    | 2           | 2           |  |  |               |                    |                    |                |               |   |   |              |              |              |              |              |  |